# U 251
U 251 war ein deutsches U-Boot des Typs VII C der Kriegsmarine.

## Bau und Indienststellung
Das Boot wurde auf der Vegesacker Werft gebaut, wo es am 18. Oktober 1940 auf Kiel gelegt wurde und am 26. Juli 1941 vom Stapel lief. Am 20. September 1941 wurde es der Kriegsmarine übergeben.

## Zeit als Ausbildungsboot
Es wurde bei der 6. U-Flottille eingestellt und war unter dem Kommando von Kapitänleutnant Heinrich Timm vom 20. September 1941 bis zum 30. April 1942 auf Ausbildungsfahrt. Danach wurde es vom 1. Mai bis zum 30. Juni 1942 als Frontboot bei der 6. U-Flottille eingesetzt. Vom 1. Juli 1942 bis zum 31. Mai 1943 war es Frontboot bei der 11. U-Flottille. Vom 1. bis zum 30. Juni 1943 war es Frontboot bei der 13. U-Flottille. Vom 1. Juli bis zum 30. November 1943 wurde es als Ausbildungsboot bei der 24. U-Flottille eingesetzt. Am 23. November 1943 wurde das Boot als Versuchs- und Testboot bis zum 28. Februar 1945 bei der 21. U-Flottille eingesetzt. Vom 1. März 1945 bis zu seiner Versenkung im Kattegat am 19. April war es als Ausbildungsboot der 31. U-Flottille zugeteilt.

## Einsätze

### Versenkung derJutland
Die Jutland war ein unter britischer Flagge fahrender Frachter, mit Heimathafen London. Er war 1928 von R. Duncan & Co Ltd. in Port Glasgow für die Reederei Tyne & Waer Shipping Co. in Newcastle-upon-Tyne gebaut worden und war für diese unterwegs. Das Schiff war mit 6.153 BRT vermessen.
Am 2. Mai 1942 wurde die Jutland unter Kapitän John Henderson, der mit seinem Schiff im Nordmeergeleitzug PQ-15 fuhr, südlich der Bäreninsel durch einen Torpedo eines deutschen Torpedofliegers des I./KG 26 (I. Gruppe des Kampfgeschwaders 26) getroffen. Dabei verlor ein Passagier sein Leben und das Schiff musste aufgegeben werden. Während die restlichen 62 Menschen (darunter acht Passagiere) von der HMS Badsworth übernommen wurden und am 6. Mai 1942 in Murmansk ankamen, wurde das Schiff seinem weiteren Schicksal überlassen. Am 3. Mai 1942 wurde die verlassene Jutland um 0.14 Uhr von U 251 auf der Position 73° 2′ N, 19° 46′ O mit Torpedos versenkt.

### Versenkung derEl Capitan

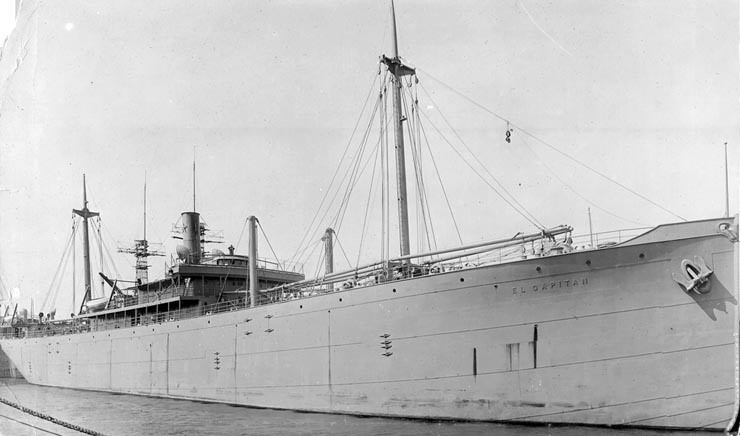
Die El Capitan

Die El Capitan war ein unter panamaischer Flagge fahrender Frachter mit Heimathafen Panama-Stadt. Er wurde 1917 von Newport News Shipbuildings & Dry Dock Co. in Newport News, Virginia, für die Southern Pacific SS Line gebaut und war seit dem 26. Juni 1941 für die staatliche US Lines Inc. aus New York City unterwegs. Das Schiff war mit 5.255 BRT vermessen.
Die El Capitan war unter Kapitän John E. Therik im Geleitzug PQ-17 unterwegs, als sie am 8. Juli 1942 in der Barentssee 19 Überlebende des Frachters John Witherspoon aufnahm, der zwei Tage zuvor von U 255 versenkt worden war. Am 9. Juli 1942 wurde der Geleitzug von deutschen Flugzeugen 65 Seemeilen nordöstlich von Iokanga angegriffen. Drei Bomben fielen auf und neben das Schiff, wodurch die Abteilungen 4 und 5 mit Wasser voll liefen. Das Schiff musste aufgegeben werden, und alle 37 Besatzungsmitglieder, 11 Armeeangehörige und 19 Schiffbrüchige wurden von der HMS Lord Austin übernommen. Nach der Rettung der Besatzung wurde versucht, das Schiff mit Bordwaffenbeschuss zu versenken. Nachdem dies misslang, wurde das Wrack am 10. Juli 1942 um 0.45 Uhr durch Torpedobeschuss von U 251 auf der Position 70° 10′ N, 41° 40′ O versenkt.

## Untergang
Am 19. April 1945 waren insgesamt 22 Flugzeuge der Staffeln 143, 235, 248 und 333 unter dem Kommando von A. H. Simmonds im Kattegat auf U-Boot-Jagd. Um 16.31 Uhr wurden hinter einem Minensuchboot der M-Klasse drei U-Boote gesichtet, U 251, U 2502 und U 2335, die sofort angegriffen wurden. Den Booten U 2335 und U 2502 gelang es wegzutauchen und beschädigt zu entkommen, während U 251 durch Raketen und Bordwaffen versenkt wurde. Acht Flugzeugen der Gruppe wurde die Versenkung gutgeschrieben. Beim Untergang des Bootes verloren 39 Besatzungsmitglieder das Leben, während vier Besatzungsmitglieder gerettet werden konnten.
Das Boot sank 13 Seemeilen südlich von Anholt auf der Position 56° 37′ N, 11° 51′ O in 28 bis 35 Meter Tiefe und wurde bis heute nicht gehoben. Es wird gelegentlich von Tauchern besucht.